# Мануил, Савел и Исмаил
Свети Мануил, Савел и Исмаил су православни светитељи и мученици из 4. века.
Били су рођена браћа. Рођени су у Персији. Васпитани у хришћанском духу и крштени. Били су високи чиновници код персијског цара Аламундара.
Цар их је послао на преговоре са римским царем Јулијаном Отпадником. Цар Јулијан је тада приредио светковину где су његови поданици приносили жртве идолима. Персијска браћа су одбили да учествују у томе објашњавајући да су дошли као изасланици персијског цара ради успостављања мира међу два царства, а не због чега другог; да су хришћани, и да сматрају недостојним клањати се мртвим идолима и приносити им жртве. Цар Јулијан их је након тога бацио у тамницу. Након дугих мучења наредио је да их убију. Персијски цар Аламундар је због тога напао римске снаге Јулијана Отступника и жестоко га поразио.
Света браћа Мануил, Савел и Исмаил пострадали су мученички 362. године.
Православна црква прославља светог Мануила, Савела и Исмаила 17. јуна по јулијанском календару.